# Донька Санта-Клауса
Донька Санта-Клауса — персонажка різдвяного фольклору, яка з'явилася в Північній Америці наприкінці ХІХ століття.

## Історія
Одним із перших творів, у якому представлено цю фігуру, була коротка музична п'єса 1892 року під назвою «Дочка Санта-Клауса» (автори Еверетт Елліотт і Ф. В. Хардкастл). У цій частині юна Кітті Клаус, яка не знала нікого, крім свого тата, просить його знайти їй чоловіка.

## Книги
У своїй книзі NOEL (2000) Ед МакКрей розповів історію життя доньки Клаусів Ноель.
Автор бестселерів Джеймс Паттерсон у 2004 році написав книгу для молоді про доньку Санти Кріссі. Кріссі проводить дні, граючись з оленями та різдвяними ельфами. Поки одного разу не приходить великий бос компанії Exmas Express Варрі Ренсом і не оголошує, що «ВСЕ ПРОДАЄТЬСЯ»  —  включно з Різдвом! Північний полюс, яким керує Exmas Express, працює 24 години на добу, 7 днів на тиждень. Настрій падає так низько, що бідолашний Санта не може навіть піднятися з ліжка. Але напередодні Різдва хтось має подбати про те, щоб діти всюди прокидалися від своїх подарунків під ялинкою. Пам'ять Кріссі про чарівні слова її батька додає їй сміливості врятувати ситуацію.
У «Легенді про Голлі Клаус» (2006, Брітні Раян) Санта і місіс Клаус насолоджуються чудесним народженням, але через жахливе прокляття серце їхньої доньки завмерло.

## Телебачення
В останні роки донька Санта-Клауса з'явилася в ряді телевізійних фільмів, де вона часто намагається допомогти або втекти від свого батька.
- У фільмі "Одного разу на Різдво " (2001) Крістін Клаус (Кеті Айрленд) виступає проти своєї сестри Рудольфи, яка намагається зруйнувати дух Різдва.
- У фільмі «Санта Малюк» (2006) Мері Клаус (Дженні Маккарті) — підприємиця, яка намагається використати свої успішні методи управління на Північному полюсі.
- У фільмі «Енні Класу приїжджає в місто» (2011) донька Санти (Марія Теєр) переїжджає до Каліфорнії, щоб знайти кохання та зробити кар'єру.
- У фільмі «Стати Сантою» (2015) Голлі Клаус (Лора Белл Банді) приводить свого хлопця додому, щоб зустрітися з батьками.
- У фільмі Disney+ Ноель Анна Кендрік грає головну героїню, яка має піти стопами знаменитого батька.
- В оригінальному фільмі Netflix «Дівчина Санта» (2019) Дженніфер Стоун грає Кассандру «Кессі» Клаус, яка хоче знайти себе та побачити світ і не бажає братися за сімейний бізнес, попри бажання батька.

## Комікси
- У Jingle Belle представлена версія доньки Санти, створена Полом Діні, найвідомішим завдяки своїй роботі над анімаційним всесвітом DC .

## Музика
Кілька співачок використовували костюми доньки Санти для кліпів чи шоу. Серед них:
- Мерая Кері, альбом Merry Christmas (1994).
- Destiny's Child у музичному відео на 8 Days of Christmas (2001).
- Кеті Перрі в прямому ефірі.

## Фільми
- Головні героїні фільму «Погані дівчиська» одягаються дочкою Санти під час виконання пісні «Jingle Bell Rock».
- Персонажка Медісон Фінч (Алія Шокат) у фільмі "Ласкаво просимо, або Сусідам вхід заборонений " одягає костюм доньки Санти, танцюючи під пісню «Santa Baby».
- Софіану, головну героїню Різдва знову тут, удочерили Санта і місіс Клаус в кінці фільму.[3]

## Інші культури
Для росіян Діда Мороза (еквівалент Санта-Клауса) супроводжує Снігурка, його донька чи онука.